# Zalmen Zylbercweig
Zalmen Zylbercweig, także: Zalman Zylbercwaig, Zalmen Zilbertsvayg, Zalman Zilbertsvaig, ps. „Solomon” (heb. זלמן זילברצווייג, ur. 27 września 1894 w Ozorkowie, zm. 25 lipca 1972 w Los Angeles) – działacz kulturalny, publicysta i historyk teatru jidysz.

## Życiorys
Zalmen Zylbercweig urodził się w Ozorkowie, w rodzinie wywodzącej się od Malbima. Był synem żydowskiego pisarza Cwi Hirsza Zylbercweiga. W 1897 przeniósł się z rodziną do Łodzi, gdzie uczył się w chederze, a następnie w Lidzie w jesziwie rabina Icchaka Jakoba Reinesa. Przez krótki okres pracował jako rolnik, następnie zajmował się działalnością handlową.
W młodości pisał również humorystyczne sztuki oraz tłumaczył sztuki europejskie na jidysz. W latach 1909–1910 publikował Eyropeishe literatur Awroma Rajzena. W 1910 pod pseudonimem Solomon ukazało się jego tłumaczenie na jidysz sztuki Janusza Korczaka w gazecie Łodzier Togblat, w której zatrudniono go w 1912. W 1912 zaangażował się również szerzej w działalność teatralną – kierował amatorskim żydowskim zespołem teatralnym „LIDA”. W 1913 zajmował się tłumaczeniem repertuaru teatralnego w teatrze Scala w Łodzi. W latach 1915–1918 współpracował z wędrowną trupą teatralną, dla której pisał sztuki oraz adaptacje sztuk europejskich. W latach 1915–1924 był redaktorem Łodzier Togblat i pisał felietony, artykuły polityczne, reportaże, humoreski i anegdoty, recenzje książek, muzyki i przedstawień teatralnych jidysz, a także adaptacje nowel i przekłady literatury europejskiej. Przekładał na jidysz sztuki m.in. Alexandre Dumasa Williama Shakespeare’a, Hermanna Sudermanna, Bernarda Shawa, Henrika Ibsena, Hermana Heijermmansa, Leonida Andreyeva, Fiodora Dostojewskiego, Arthura Schnitzlera i Octave Mirbeau. W 1924 napisał komedię Poznański un Kon nt. łódzkich fabrykantów, którą wystawiano w teatrze Scala. Od 1922 redagował wraz z Lazarem Kahanem tygodniki Teater un Kino i Teater un Kunst, ponadto redagował czasopisma takie jak: Literatura, Yugend, Di jetsige cajt, i publikował w: Fraje erd, Heftn far literatur, Der idisher zhurnalist, Ltnayland i Literarisze bleter w Warszawie, Wilner tog w Wilnie, Dos naye lebn w Białymstoku, Keneder odler w Montrealu, Morgn-zhurnal, Der amerikaner, Tsukunft, Teater-shtern, Pinkes fun amopteyl i Yivo-bleter w Nowym Jorku, Parizer haynt i Unzer vort w Paryżu, a także dla prasy jidysz i hebrajskiej w Izraelu. Był także łódzkim korespondentem m.in. Hajnt w Warszawie, Forverts w Nowym Jorku i Idisze Cajtung w Buenos Aires.
W 1924 przeniósł się do Izraela jako korespondent gazet w jidysz, z którego w 1927 przeniósł się do Stanów Zjednoczonych, a następnie podróżował po gminach żydowskich po całym świecie, zbierając materiały do Leksykonu Teatru Jidysz (Leksikon fun yidishn teater). W 1937 zamieszkał w Nowym Jorku, gdzie współtworzył amerykański oddział YIVO. Był również członkiem krajowego zarządu Jewish National Workers Alliance i przewodniczącym United Emergency Relief Committee for the City of Lodz. W 1948 zamieszkał w Los Angeles, gdzie wraz żoną Celią prowadził audycję Zylbercweig Jidysz Radio Hour, był przewodniczącym Komitetu ds. Edukacji Jidysz i lokalnego oddziału YIVO. W USA działał również jako redaktor Der amerikaner (Nowy Jork, 1937-1948) i Lodzer zikhroynes-bukh (Tom wspomnień łódzkich, Nowy Jork, 1941) oraz współredaktor Elye teneholts yoyvl-bukh (Tom jubileuszowy Elye Tenenholts, Nowy York, 1955)

### Życie prywatne
Zylbercweig był dwukrotnie żonaty. Jego pierwszą żoną była Miriam, drugi raz ożenił się z aktorką jidysz Celią z domu Zuckerberg.

## Publikacje
- Leksikon fun yidishn teater(inne języki) t. I-VI (1931–1969)[4],
- Hintern forhang (Za kurtyną),
- artykuły i epizody z teatru jidysz (Wilno, 1928),
- Vos der jidisher aktyor dertseylt, kuryozn un epizodn (O czym opowiada aktor jidysz, ciekawostki i epizody) (Wilno, 1928),
- Teater-zikhroynes (Pamiętniki teatru, Wilno, 1928),
- Avrom goldfaden un zigmunt mogulesko (Abraham Goldfaden i Zygmunt Mogulesko(inne języki), Buenos Aires, 1936),
- Teater-figurn (Osobowości teatralne, Buenos Aires, 1936),
- Albom fun jidishn teater (Album teatru jidysz, 1937),
- Velt fun Yaakov Gordin (Świat Jakuba Gordina, 1964),
- Velt fun Ester Rokhl Kaminska (Świat Estery Rachel Kamińskiej, 1969)[4][5][1].